# Östra Vemmenhögs distrikt
Östra Vemmenhögs distrikt är ett distrikt i Skurups kommun och Skåne län. 
Distriktet ligger vid kusten söder om Skurup. 

## Tidigare administrativ tillhörighet
Distriktet inrättades 2016 och utgörs av socknen Östra Vemmenhög i Skurups kommun.
Området motsvarar den omfattning Östra Vemmenhögs församling hade 1999/2000.